# Évasion 44
Évasion 44 est un roman d'Yvonne Pagniez publié en 1949 aux éditions Flammarion et ayant reçu le Grand prix du roman de l'Académie française la même année.

## Résumé
Résistante de la première heure, Yvonne Pagniez est arrêtée le 4 juin 1944 et déportée en Allemagne. Cet ouvrage raconte son évasion des camps de concentration nazis lors d'un transfert ferroviaire entre les camps de Torgau et de Ravensbrück. Alors qu'elle prépare une évasion nocturne depuis plusieurs semaines dans laquelle elle a beaucoup d'espoir, elle apprend qu'elle va être transférée avec ses camarades vers Ravensbrück. Elle décide donc de s'évader avec une complice. Par la suite, elle parvient à rejoindre Berlin où elle tentera d'échapper à la Gestapo et de rejoindre la France.

## Éditions
- Évasion 44, éditions Flammarion, 1949.